# Idioma valenciano
El valenciano (autoglotónimo: valencià) es una lengua romance pluricéntrica hablada en la Comunidad Valenciana y en la comarca de El Carche en la Región de Murcia; es hablada además bajo el glotónimo "catalán" en Cataluña, Islas Baleares, Andorra, la Franja de Aragón, el condado de Rosellón y la ciudad sarda de Alguer.
Tiene la consideración de lengua propia según el estatuto de autonomía de la Comunidad Valenciana. Constituye, por otra parte, una de las principales variedades dialectales del catalán —formando parte del bloque occidental, igual que el noroccidental y el valenciano de transición—, junto con el central, el balear, el septentrional y el alguerés.
Según el Estatuto de Autonomía de la Comunidad Valenciana, el idioma valenciano se rige por la normativa de la Academia Valenciana de la Lengua, la cual parte de la tradición lexicográfica, literaria, y la realidad lingüística genuina valenciana, así como, la normativización consolidada, a partir de las llamadas Normas de Castellón. Mientras que en Cataluña, Islas Baleares, Andorra, el Rosellón y Alguer se rige por la normativa del Instituto de Estudios Catalanes (aunque en el caso de las Islas Baleares la sección filológica de la Universidad de las Islas Baleares, órgano consultivo del Gobierno balear, adapta esa normativa al marco dialectal del archipiélago) y en Aragón se rige por el Instituto Aragonés del Catalán, el cual es un órgano perteneciente a la Academia Aragonesa de la Lengua.

Dialectos y subdialectos del catalán/valenciano.

Mapa de las lenguas habladas en España.

El valenciano presenta características de transición entre dos divisiones tradicionales de las lenguas romances, las lenguas iberorromances por un lado y las lenguas galorromances por otro; es especialmente próximo al occitano, con quien algunos autores agrupan como occitano-romance. Debido al largo periodo en el que no mantuvo el carácter de oficial, el número de hablantes ha disminuido considerablemente y, por la influencia del castellano, se ha incorporado una gran cantidad de castellanismos.

## Nombre de la lengua

### Denominaciones oficiales
El valenciano es el nombre histórico, tradicional y oficial utilizado en la Comunidad Valenciana (España), y de manera extraoficial en la comarca de El Carche (Región de Murcia), para referirse a la lengua romance denominada catalán en Cataluña, las Islas Baleares, Andorra, la Franja de Aragón, el condado de Rosellón y la ciudad sarda del Alguer.
Como glotónimo, se utiliza tanto para referirse a la globalidad de la lengua común de los territorios antes citados de la antigua Corona de Aragón como para las modalidades dialectales propias de los valencianos, enmarcadas dentro del bloque occidental del idioma. Este bloque constituye una de las principales variantes dialectales del conjunto de la lengua con el catalán central y el balear. Según los estudios filológicos, las variedades de esta lengua habladas en la Comunidad Valenciana y en El Carche no pueden considerarse un dialecto encuadrado únicamente dentro de las fronteras de estos territorios, sino que formarían parte del bloque o dialecto occidental de la lengua común aportando diferentes variedades (valenciano septentrional, valenciano central, valenciano meridional, etc.).
Dentro de la Comunidad Valenciana existe controversia sobre su consideración como lengua o como glotónimo. Según un estudio realizado por la Generalidad Valenciana en 2014, el 52,4 % de los valencianos considera al valenciano un idioma diferente del catalán. Sin embargo, en el mismo estudio se recoge que el 58,4 % de los valencianos con estudios superiores afirman que es la misma lengua.

### Evolución del nombre de la lengua

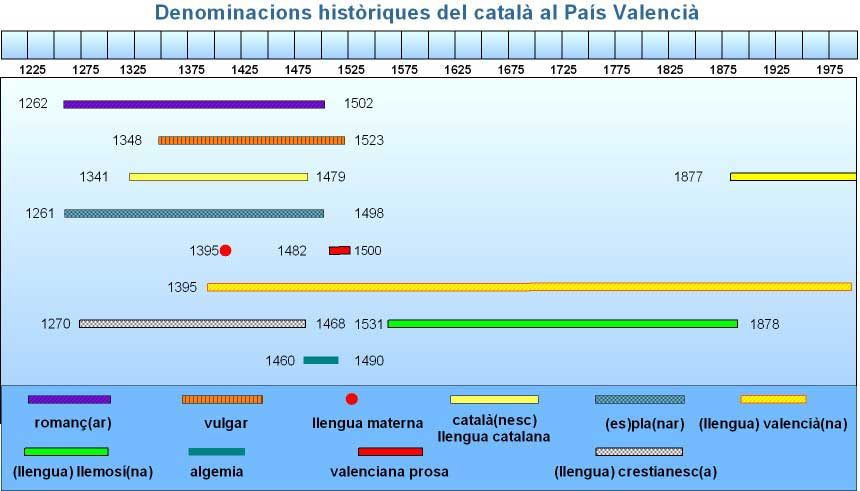
Denominaciones del valenciano a lo largo de la historia.

A partir de la segunda mitad del siglo XV, y a consecuencia de la irrupción del siglo de oro valenciano, se generalizó la denominación mayoritaria de “valenciano” o “lengua valenciana”  para referirse a la lengua hablada en el Reino de Valencia. Previamente, la lengua había recibido diversas denominaciones como romanç, vulgar o pla. También, durante un amplio período (del siglo XVI al XIX) cobró fuerza la acuñación del término lemosín para referirse al valenciano, en forma de lengua común desprovista de compromisos territoriales.

#### Romanç,vulgar,pla,català
Durante la Edad Media, la lengua era denominada habitualmente como romanç, pla, vulgar, o también como cristianesc para reflejar el contraste entre el habla romance de los cristianos y el árabe de los musulmanes.
Tras la conquista de Valencia una de las primeras muestras del uso de la lengua románica se encuentra en los mismos fueros y leyes del Reino de Valencia, siendo Jaime I quien insta a su uso mediante un privilegio otorgado el 4 de junio de 1264 en Calatayud.

(...) nec iusticie alique regni predicti non admittant deinde libellum aliquem in latino nec in romantio (...) et ea omnia ponantur et scribantur in romancio in libro curie, et ita fiant deinde perpetuo omnes actus et sententie in romantio
Datum apud Calataiubium pride nonas iunij anno M CC LX IIII 

No es hasta finales del siglo XIII, cuando las denominaciones de las lenguas románicas comienzan a asociarse con los gentilicios del territorio de origen, por lo que una misma lengua podía recibir diferentes nombres en función del marco natural o administritivo al que se adscribía.
| Primeros textos valencianos que documentan el término català/llengua catalana para referirse a la lengua propia                                                                                             | Primeros textos valencianos que documentan el término català/llengua catalana para referirse a la lengua propia                                                                                          | Primeros textos valencianos que documentan el término català/llengua catalana para referirse a la lengua propia |
| --- | --- | --- |
| (...) de arabico in vulgare cathalano (...) a Berengario Eymerici, de Valentia, ad instanciam magistri Bernardi de Gordonio (...) *Traducció del tractat De cibariis infirmorum, d’Abulcasis Ahazam; c.1320 | sí que siats certs que tots aquells qui en la dita ciutat de Múrcia e en los davant dits llocs són, són vers catalans e parlen de bell catalanesc del món * Ramón Muntaner, Crònica, cap.XVII; 1325-1329 | |

A partir del siglo XV el término de "valenciano" se convertirá en la denominación usual de la lengua, ante el retroceso de otras denominaciones vigentes.

#### Valenciano/lengua valenciana
La primera referencia en un documento jurídico sobre la utilización del término «valenciano» para referirse a la lengua, se encuentra en la documentación referente a un proceso judicial que tuvo lugar en Menorca entre los años 1343 y 1346, donde se hace constar que la madre del acusado, llamada Sibila, hablaba "valencianesch" al ser de Orihuela. Aun así, tradicionalmente se ha considerado como la primera referencia, la traducción del "Valerio Máximo" realizada por Antoni Canals en 1395, en cuyo prólogo dice:

(...) tret del llatí en nostra vulgada lenga materna valenciana axí com he pogut jatssessia que altres l’agen tret en lenga cathalana (...)

En la esfera eclesiástica figuran abundantes referencias, como la traducción de la Biblia atribuida a Bonifacio Ferrer en 1478, cuyo colofón  expone que: fon arromançada en lo monestir de Portaceli de lengua latina en la nostra valenciana. Entre los documentos pontificios, se encuentra uno correspondiente al pontificado del papa valenciano Alejandro VI, de 1504, donde consta: lingua vulgari valentini expeditarum. Por lo que respecta al ámbito literario, aparece el primer diccionario, el "Liber Elegantiarum" de Joan Esteve, publicado en Venecia con un éxplicit que menta la elaboración del libro en "latina et valentiana lingua", mientras que en la segunda mitad del siglo XV, Joanot Martorell expone en la dedicatoria de su novela Tirant lo Blanch:

(...) me atreviré expondre: no solament de lengua anglesa en portoguesa. Mas encara de
portoguesa en vulgar valenciana (...)

En el siglo XVI la mención a la "lengua valenciana" es propia en todo tipo de documentos oficiales, especialmente destacables los emitidos y remitidos a los reyes, y documentos religiosos, etc. Así consta en la reedición de la Pragmàtica del rei Joan; en el Consell de la Vila de Elda de 1576; en la resolución 12-12-1592 del Archivo Capitular de Oriola, etc. En la Biblioteca Ambrosiana de Milán se encuentra un manuscrito en latín donde figura el siguiente éxplicit:

«Ista expositio excerpta fuit ex magno volumine in lingua valentina composito per quemdam discipulum Raymundi. Inceptum Valentie mense decembris et finito mense Martii anni 1335»
Esta exposición fue sacada de un gran volumen compuesto en lengua valenciana por un cierto discípulo de Ramon (Llull). Empezado en Valencia el mes de diciembre y acabado el mes de marzo de 1335
Liber d'amic e Amat, folio 34v del ms. Milà Ambrosiana, N 250 Sup

El siglo XVII marca el inicio de la decadència a medida que las clases dirigentes empiezan a inclinarse por el castellano, aunque el uso del valenciano sigue extendido y las referencias al mismo son numerosísimas.
Tras los decretos de Nueva Planta a consecuencia de la guerra de sucesión española, el catalán deja de ser lengua oficial en todos los territorios del dominio lingüístico mediante la prohibición de su uso en los tribunales de justicia y la administración pública, por lo que la producción en lengua autóctona se resiente drásticamente hasta mediados del siglo XIX, cuando irrumpe el  movimiento de la Renaixença con el fin de normalizar y recuperar la lengua. En el ámbito valenciano, la alusión a la lengua autóctona se nutrirá de numerosos circunloquios como llemosí, provincial, regional, nostre dialecte, valencià o llengua valenciana, con tal de no mentar el carácter catalán del idioma. Finalmente,  el proceso de codificación lingüística culminará con la adopción de las Normas de Castellón en 1932, que aludiendo a la “lengua propia” aceptará la unidad idiomática  mediante la incorporación de las grafías del Instituto de Estudios Catalanes a la variante valenciana, relegando a un segundo plano la denominación de la lengua.

#### Lemosín
El término lemosín o lengua lemosina, para referirse a la lengua catalana, gozó de gran prestigio en el ámbito valenciano de la literatura. El término aludía a un origen común entre occitano y catalán, considerándose como la lengua de los trovadores, arcaica y culta (ante las formas lingüísticas de la prosa). El hecho de referirse a una lengua común sin compromisos territoriales, favoreció su arraigo entre la producción valenciana, que aludía a la misma como enseña triunfal de diferenciación.
Durante la Renaixença valenciana, Teodor Llorente expuso «lo que aquí se llama lengua catalana, a la que nos permitirá a los valencianos apellidar lemosina, siguiendo nuestra antigua costumbre»(Las Provincias, 5-V-1868).
Así, la primera referencia valenciana para el término lemosín, data de 1531, en el Libre de Consels de Valencia, donde un poeta anónimo elogia al Llibre de les dones:

Criat en la patria que es diu lemosina (...) no vol aquest llibre mudar son llenguatge

Sin embargo, el arraigo de la denominación cayó en desgracia desde mediados del siglo XIX, debido al carácter inexacto e inadecuado de la acuñación, que como atestigua la romanística, ha quedado desprovista de todo fundamento histórico  y filológico. Aunque a finales del siglo XIX aún se defendía su uso:

Yo no sé qué nombre tenga esa lengua. Pareciérame arrogancia llamarla valenciana ó catalana, modestia, decirle provenzal. Con frecuencia se la llama lemosina, y yo así la nombro, siquiera sea porque todos me entienden. La denominación podrá ser defectuosa; pero está admitida (...)
«Formación de los apellidos lemosines», discurso de J. Martínez Aloy para la Acadèmia de la Joventut Catòlica de València

### Conflictos sobre el nombre de la lengua
Durante la transición democrática española, la autonomía o heteronomía del valenciano respecto al resto de la lengua catalana fue motivo de debate y polémica entre los valencianos, normalmente con un trasfondo político. Finalmente, la Academia Valenciana de la Lengua (AVL), institución normativa oficial del valenciano, acordó por unanimidad un dictamen vinculante el 9 de febrero de 2005 concluyendo que "la lengua propia e histórica de los valencianos, desde el punto de vista de la filología, es también la que comparten las comunidades autónomas de Cataluña y de las Islas Baleares y el Principado de Andorra. [...] Las diferentes hablas de todos estos territorios constituyen una lengua".  Y que:

el término más adecuado para designar la lengua propia en la Comunidad Valenciana es la de valenciano (...). Este nombre puede designar tanto la globalidad de la lengua que compartimos con los territorios de la antigua Corona de Aragón ya mencionados, como también, con un alcance semántico más restringido, la modalidad idiomática que nos caracteriza dentro de esa misma lengua.
 principis i criteris per a la defensa de la denominació i l’entitat del valencià, 2005, p.6

Al dictamen de la AVL se le suma una sentencia en 1997 del Tribunal Constitucional en el que avalaba la denominación de catalán incluida en los estatutos de la Universidad de Valencia, y la antes citada sentencia del Tribunal Supremo en 2006 en la que obliga a la Generalidad Valenciana a la convalidación de los certificados administrativos de conocimiento del idioma autóctono aprobados por los gobiernos catalán y balear, consolidando jurídicamente la unidad de la lengua común. Este choque de opiniones ha generado una serie de controversias que se prolongan hasta la actualidad. Por ejemplo, durante la redacción de la Constitución Europea de 2004, el gobierno español suministró a la UE traducciones oficiales del texto en euskera, gallego, catalán y valenciano, pese a que estas dos últimas eran idénticas, ya que el gobierno de la Generalidad de Cataluña decidió asumir como propia la versión valenciana, aunque aparecen en abundancia formas propias del valenciano como hòmens, xiquets, este, esta, eixe, eixa, establix, regixen, prohibix o garantix. Asimismo, según estudios de la Generalidad Valenciana, en 2014 el 52,3 % de los valencianos consideraba que el valenciano era una lengua diferente y diferenciada del catalán. 10 años antes, en 2004, una encuesta del CIS cifraba la misma opción en un 64,4 %.
Los partidos políticos actuales en la Comunidad Valenciana utilizan o han utilizado diferentes formas para referirse al valenciano; el Partido Popular de la Comunidad Valenciana y Partido Socialista del País Valenciano tienen predilección por el término "valenciano" o "valencià", mientras Compromís usa "valencià" o el término compuesto "llengua catalana/valencià", Esquerra Unida del País Valencià emplea diversos términos como "valencià", "valencià-català", "llengua catalana" o "català".

## Historia
La identidad lingüística y la génesis del valenciano son objeto de debate en la actualidad. La postura más extendida en los estudios lingüísticos considera que el valenciano fue implantado en el antiguo Reino de Valencia por los repobladores de los condados catalanes que se establecieron en este territorio tras la conquista llevada a cabo por Jaime I el Conquistador. Estos colonos procedían de la zona occidental de la actual Cataluña (mayoritariamente del condado de Urgel). Aparte de algunas voces árabes o toponimia, no parece decisiva la influencia de mozárabes o árabes en la configuración básica de la lengua en los territorios valencianos. Aunque algunos autores no comparten esta idea, así para el lingüista Xaverio Ballester "una parte significativa de la toponimia valenciana de origen románico documentada antes de la Reconquista (a partir de 1232) presenta llamativas particularidades lingüísticas perfectamente compatibles con el valenciano", y Germà Colón afirma que «sería casi inverosímil admitir la asimilación del catalán a valenciano solo por el hecho de la Reconquista, si no confluyeran otros determinantes más categóricos» o que «no hay bastante con la teoría de la reconquista para explicar la gran diferenciación dialectal de la lengua catalana».
El primer documento valenciano donde aparecen palabras en valenciano se considera que es un manuscrito de 1253 hallado en Almazora y cuyas primeras palabras escritas en valenciano, entremezcladas con el latín, son “Taules de menjar”. Se trata de un inventario de bienes del obispo de Tortosa. Y uno de los primeros documentos escrito totalmente en valenciano, es un texto fechado en el mes de julio de 1271 en la ciudad de Valencia, en el que se midieron unas tierras en Ruzafa, Carpesa y Moncada con motivo de un pleito que existía entre la orden del Temple y el rey Jaime I.
Hasta hace poco se creía que las comarcas de la costa, hoy en día consideradas valencianohablantes, fueron repobladas por catalanes, y las del interior, consideradas como castellanohablantes, fueron repobladas con aragoneses aragonohablantes. Sin embargo, modernos estudios históricos de antroponimia, como el llevado a cabo por Enric Guinot, indican que la gran mayoría de pueblos valencianos fueron repoblados por gente tanto de Cataluña como de Aragón (además de grupos minoritarios de gente de Navarra, Occitania y Castilla) aunque en proporciones distintas con mayorías y minorías que a lo largo de casi 150 años fueron decantando el hablar de cada zona y comarca en una dirección u otra. A pesar de la no homogeneidad de los repobladores, existe un predominio claro, sobre todo a partir del siglo XIV, del elemento catalán, que en algunas zonas llegaría hasta el 80 %, pero presente también aunque en minoría en las zonas donde el elemento aragonés es superior. Por este motivo el valenciano fue la lengua predominante en todo el Reino de Valencia excepto en cuatro comarcas con frontera con Aragón (Rincón de Ademuz, Alto Palancia, Alto Mijares, y Los Serranos), donde se repobló mayoritariamente con aragoneses castellanohablantes del sur de Aragón. El resto de las comarcas castellanohablantes actuales son producto de la repoblación con castellanos del siglo XVII, después de la expulsión de los moriscos, ya que estas comarcas eran de mayoría andalusí desde el siglo XIII hasta el XVII (o bien se trata de comarcas pertenecientes al reino de Castilla hasta la reorganización territorial de 1833). Así, por tanto, el Reino de Valencia no fue en la Edad Media un país con dualidad lingüística de valenciano/castellano, sino que las dos lenguas que se hablaban mayoritariamente eran el valenciano y el árabe, a excepción de las cuatro comarcas de habla castellana anteriormente citadas.
Posturas minoritarias afirman que el estudio de Guinot no tiene en cuenta o asigna erróneamente algunos topónimos y apellidos, que considera mayoritariamente catalanes siendo en muchos casos aragoneses y en otros mozárabes. Según estas posturas, vinculadas normalmente al anticatalanismo,[cita requerida] el valenciano proviene del romance hablado en tierras valencianas anterior a la conquista de Jaime I, de ahí su diferenciación, ya que se defiende que la entrada en Valencia de aragoneses y catalanes no alcanzó al 5 % de la demografía valenciana, por lo que no pudo influir de modo importante sobre esta y su idioma. Aunque entre el arabismo español del siglo XIX se había defendido que los habitantes de al-Ándalus eran mayoritariamente bilingües árabe-romance, actualmente se considera que el romance andalusí se perdió durante el siglo XII, lo que invalidaría la tesis del origen anterior a la Conquista de Valencia.[cita requerida]
La comarca de la Vega Baja, en cambio, sufrió un proceso de sustitución lingüística por el castellano que se inició a mediados del siglo XVII con la repoblación de murcianos, después de finalizar una epidemia de peste negra en 1648 que afectó a la población anterior mayoritariamente valencianohablante. A mediados del siglo XX aún había una mínima presencia de valencianohablantes en localidades como Orihuela o Almoradí, y actualmente el municipio de Guardamar del Segura está considerado oficialmente como valencianohablante.
Mención aparte, dentro de la actual Comunidad Valenciana, requieren la comarca de Requena-Utiel que perteneció a Cuenca hasta 1851 y dos ciudades castellanohablantes del Alto Vinalopó (Villena y Sax) que pertenecieron a Albacete y Murcia respectivamente hasta 1836, y no son, por tanto, históricamente valencianohablantes al no haber pertenecido al Reino de Valencia. 
En cuanto a su desarrollo literario, poco después de la reconquista ya empiezan a aparecer testimonios literarios en valenciano pero es durante el siglo XV y la primera parte del siglo XVI que el valenciano alcanza su máximo esplendor literario dando lugar al conocido como siglo de oro valenciano, primero entre todas las lenguas europeas junto con el italiano. Durante esta época destacaron autores tan reconocidos como Jordi de Sant Jordi, Ausias March (considerado el más grande poeta en la Europa de su tiempo),[cita requerida] Joanot Martorell (autor de Tirante el Blanco), Joan Roís de Corella, Jaume Roig o sor Isabel de Villena.
Después de este periodo de florecimiento literario sobrevino una época de decadencia para el valenciano con un claro avance de la castellanización en todo el territorio. En la segunda mitad del siglo XIX se produjo un periodo de recuperación del valenciano para usos literarios y cultos, después de haber estado arrinconado en el terreno particular y familiar. Este periodo conocido como Renaixença dio paso a un convulso siglo XX para el valenciano marcado por el conocido como conflicto lingüístico valenciano y por su reconocimiento como lengua oficial, junto con el castellano, en el Estatuto de Autonomía de la Comunidad Valenciana de 1982.

## Distribución geográfica

Extensión del predominio lingüístico oficial valenciano (verde oscuro), y del castellano (blanco).

Si hablamos de la lengua valenciana como sinónimo de la catalana, esta lengua es compartida por los habitantes de la Comunidad Valenciana, Cataluña, Baleares, Andorra, el Rosellón, la Franja de Aragón, el Carche murciano y la ciudad de Alguer en Cerdeña.
En la Comunidad Valenciana hay declarados oficialmente dos predominios lingüísticos territoriales, el castellano y el valenciano. Esta división toma como unidad el municipio, quedando las áreas definidas por la Ley de uso y enseñanza del valenciano. La zona de predominio lingüístico valenciano son los municipios que, según la Ley de uso y enseñanza del valenciano, son históricamente de lengua valenciana, ubicados geográficamente en el norte, en la costa de la Comunidad Valenciana, y en el área montañosa de la provincia de Alicante, abarcando aproximadamente el 75 % del territorio y en ella reside el 87 % de la población.
Así, por tanto, su dominio lingüístico abarca históricamente las comarcas litorales, el llano central y las áreas montañosas del sur. Hoy en día, en las grandes capitales históricamente valencianohablantes (y en cualquier parte del territorio, si bien de forma no tan acusada), la presencia del valenciano está en decadencia, a causa del proceso de minorización de esta lengua en favor del castellano. No obstante, en términos generales, ha experimentado una notable recuperación, ya que ha pasado del 4 % de valencianos alfabetizados en 1982 al 85 % en 2001.
La isoglosa del valenciano puede situarse dejando para el valenciano de transición tortosí la mitad norte de la provincia de Castellón (aplicando como criterio las diferencias de conjugación cante/canto) o bien incorporar como parte del valenciano el tortosí (este/aquest) dejando el resto del catalán occidental.

### Variedades subdialectales

Variedades dialectales del valenciano.

Al igual que las demás lenguas románicas de la península, el valenciano es notable por su uniformidad y las variantes dialectales no son demasiado divergentes ni comprometen la comprensión mutua. La división dialectal usada actualmente, para el conjunto de la lengua, es la que Manuel Milá y Fontanals propuso ya en el año 1861: el bloque dialectal oriental y el bloque dialectal occidental. Aunque en el caso del valenciano, la mayoría de subdialectos pertenecen al bloque dialectal occidental, con la excepción de la variante del catalán salat, hablado en Tárbena y en la Vall de Gallinera, lo cual hace que las mayores discrepancias afecten sobre todo a la fonética y a pequeñas variantes morfológicas y léxicas. Las zonas de uso de cada subdialecto no se puede delimitar con exactitud porque entre uno y otro siempre hay una franja de transición, más o menos amplia. Ateniéndose a ello, la lengua valenciana se puede dividir en varios subdialectos.
Las variantes del valenciano habladas en la Comunidad Valenciana son las siguientes:
- Dialectos de transición:
  - Valenciano de transición, hablado al norte de la provincia de Castellón y sur de la de Tarragona, por lo que es un dialecto de transición entre el valenciano y el catalán noroccidental.
  - Valenciano salat de Tárbena y Vall de Gallinera, hablado en estos municipios de la Marina Alta, es un dialecto del valenciano influenciado por el Mallorquín.
- Valenciano:
  - Valenciano castellonense, hablado al sur de la provincia de Castellón.
  - Valenciano apitxat o central, hablado en el área metropolitana de Valencia y en la ciudad de Gandia.
  - Valenciano meridional, hablado en las comarcas centrales.
  - Valenciano alicantino, hablado en el Campo de Alicante, el Vinalopó, parte de la Hoya de Alcoy y por inmigrantes alicantinos en la aldea murciana de El Carche.
  - Valenciano murciano (†), restos léxicos y gramaticales transferidos al panotxo o murciano.

#### El valenciano de transición
Este subdialecto puede considerarse como de transición entre los dialectos valencianos y el dialecto catalán noroccidental. Se habla en el Maestrazgo, Los Puertos de Morella (en la provincia de Castellón), Matarraña (en la provincia de Teruel) y Montsiá, Bajo Ebro, Tierra Alta y parte de la Ribera del Ebro, en la provincia de Tarragona.
- Se elide la -r final: cantar > cantà, fer > fe.
- La primera persona del presente toma la desinencia -o como en Cataluña: jo pense > jo penso. Además la -o se extiende de forma analógica a las conjugaciones II y III: bat > bato, sent > sento, córrec > corro.
- Los artículos el/els suelen conservar la forma clásica lo y los, especialmente en la zona costera del Bajo Maestrazgo: el xiquet > lo xiquet, els pares > los pares.
- Conservación progresiva de la -d- intervocálica.
- No se african las palatales fricativas sonoras y sorda.
- Como en la zona central, se extiende la articulación betacista de /v/. De este modo las palabras bella (bella) y vella (vieja) suenan ambas ['beʎa].

#### El valenciano castellonense o de la Plana
Es semejante al valenciano meridional y puede considerarse parte del valenciano general, con las características típicamente asociadas al valenciano que se han visto anteriormente. Se habla en todo el sur de la provincia de Castellón. Entre los hablantes jóvenes se dan ciertas tendencias innovadoras que poco a poco se extienden por otros subdialectos valencianos:
- El fonema fricativo palatal de caixa y peix, que suena como la <x> gallega o la <ch> portuguesa o francesa, tiende a sonar igual que el fonema /s/. Estos hablantes no pueden distinguir entre Lluís (Luis) y lluïx (del verbo lluir, lucir).
- El grupo final -ts suena parecido o igual que la "ch" castellana de manera que passeig (paseo) y passets (pasitos) tienden a sonar igual.

#### El valenciano central oapitxat
Este subdialecto es hablado principalmente en la comarca de la Huerta de Valencia y alrededores. El valenciano central se caracteriza por mostrar un fenómeno fonético muy peculiar: el ensordecimiento de las consonantes sibilantes sonoras. Esto quiere decir que la /z/ sonora de casa se pronuncia como en castellano "casa" y la africada palatal /dʒ/ de gent o fetge se articula sorda igual que el fonema /tʃ/ (como la "ch" del castellano): gent > "chent", fetge > "feche". Otras características son:
- La /v/ labiodental se suele confundir con /b/ (vi > "bi").
- las consonantes finales delante de pausa se geminan y generan un refuerzo vocálico de tipo central: nit > ['nittë], poc > ['pɔkkë], colp > ['kɔlppë]. Esta [ë] representa a un sonido central muy breve semejante a la -e final del francés o del portugués peninsular.
- Hay una fuerte tendencia yeísta, igual que en castellano moderno. De este modo el fonema /ʎ/ se vocaliza en una /j/: llop (lobo) > /jop/, vall (valle) > /baj/. A inicio de dicción esta "y" yeísta tiende a sonar igual que el fonema africado /dʒ/ de gent y fetge no siendo extraño que algunos confundan lloc (lugar) y joc (juego). Tanto el yeísmo como la africación de la consonante lateral fricativa sonora y sorda resultante son claramente de origen castellano y no son fenómenos desconocidos entre los jóvenes hablantes de otros dialectos, especialmente en las variedades urbanas.
- Contiene una gran cantidad de castellanismos.

#### El valenciano meridional
Este subdialecto se localiza principalmente en la mitad sur de la provincia de Valencia, y la norte de la de Alicante. Es el subdialecto valenciano más extendido y que se asemeja más a las características típicas de esta modalidad de la lengua catalana de modo que algunos lo denominan valenciano general. Este subdialecto se caracteriza por:
- No ensordece las sibilantes sonoras a excepción de las ciudades de Játiva y Gandía, donde se ha establecido la fonética del apitxat.
- Suele mantener /v/ y la /r/ final.
- El vocalismo suele mostrar la armonía vocálica que cambia la articulación de la /a/ final en dirección a /ò/ abierta o /è/ abierta cuando estas vocales aparecen en posición tónica: dona > ['dɔnɔ], terra > ['tɛrɛ]. La armonía vocálica también se extiende por los otros subdialectos meridionales y no se desconoce en la zona central y castellonense, particularmente en el caso de [dɔnɔ] (dona).
- Mantiene las consonantes geminadas o dobles "tl" /ll/ y "tn" /nn/
- Los pronombres débiles se mantienen reforzados (et, em, es, en)

#### El valenciano alicantino
El valenciano alicantino es el subdialecto del extremo sur, en la comarca del Campo de Alicante y alrededores. Sus características son:
- Se enmudece la /i/ delante de palatal fricativa sorda de modo que caixa (caja) y peix se articulan ['kaʃa] y ['peʃ] con el sonido /ʃ/ con que los rioplatenses pronuncian actualmente la <ll>.
- La /r/ final es inestable en toda la zona y suele enmudecerse en la zona interior, igual que en valenciano septentrional y en catalán general.
- La tendencia a elidir la /d/ intervocálica es muy acusada: roda (rueda) > roa, la dona (la mujer) > la ona, cada > ca, cadira (silla) > caira, vida > via, grenyuda > grenyua, etc.
- La tendencia a elidir otras consonantes intervocálicas como /r/ o /s/: arbre (árbol) > abre, vellesa (vejez) > vellea.
- Los artículos les y els suenan ambos es: es vaques por les vaques (las vacas).
- El adverbio de lugar ací (valenciano general) se dice aquí y el pronombre demostrativo açò se dice astò.
- Contiene gran cantidad de castellanismos como: assul (por blau), mueble (por moble), llimpiar (por netejar), gafes (por ulleres), ha hi (por hi ha).
- Mantiene muchos arcaísmos desaparecidos en otros lugares: denans/ans (por abans, sustituido en el resto del valenciano por el castellanismo "antes"), devers (por cap a), dintre (por dins), maití (por matí).

#### Salado de Tárbena y Vall de Gallinera
El Salado es el dialecto de los municipios alicantinos de Tárbena y de la Vall de Gallinera.

## Sociolingüística

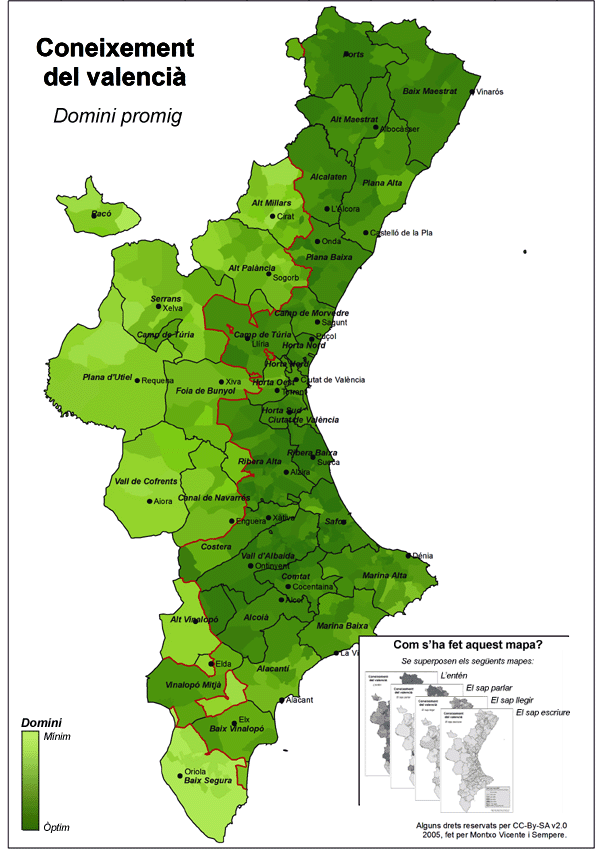
Mapa sobre el conocimiento de valenciano (2001)

| 1989 | 49,6 % | 45,8 % | 4,5 % | 0,1 % |
| 1992 | 45,0 % | 50,4 % | 4,6 % | 0,0 % |
| 1995 | 47,2 % | 50,0 % | 2,8 % | 0,0 % |
| 2005 | 54,5 % | 36,4 % | 6,2 % | 2,9 % |
| 2008 | 56,8 % | 32,3 % | 7,6 % | 3,3 % |
| 2010 | 59,0 % | 31,6 % | 5,6 % | 3,8 % |
| 2015 | 56,1 % | 31,0 % | 9,3 % | 3,2 % |
| 2021 | 62,6 % | 23,1 % | 7,5 % | 5,8 % |

### Evolución histórica
El valenciano era durante el siglo XIX la lengua usada mayoritariamente en el territorio declarado actualmente como de predominio lingüístico valenciano. Aunque ha ido sufriendo un proceso de minorización lingüística, sobre todo por motivos políticos y movimientos inmigratorios, que ha afectado principalmente en el conocimiento de la lengua escrita, y de forma más acusada en las grandes concentraciones urbanas.
En el año 1981, según un estudio realizado por la Institución Alfonso el Magnánimo y publicada en el libro de Joan Francesc Mira Població i llengua al País Valencià, de un total de 3 700 000 valencianos, el 55 % hablaba valenciano, cifra que se incrementaba hasta el 60 % si se restringía el estudio solo al ámbito de las comarcas valencianohablantes.
El conocimiento del valenciano se ha incrementado notablemente desde 1982, cuando la Generalidad implanta tanto la enseñanza del valenciano, como también las líneas de escolarización en valenciano en su sistema educativo, que cubren actualmente un 25 % de las plazas. Desde entonces, el porcentaje de alfabetizados ha pasado de un 4 % en 1982 al 38 % en 2001, según el censo. Así mismo, alrededor del 84 % afirman entenderlo, cerca del 47 % afirman saber hablarlo y, además, su dominio ha aumentado también en el territorio de predominio lingüístico castellano.
La Generalidad dispone de datos sociolingüísticos que ha ido realizando en diversos estudios y son solo referentes al territorio de predominio lingüístico valenciano, exceptuando el conocimiento, que se analiza en toda la Comunidad Valenciana. No se conocen, por tanto, datos sociolingüísticos concisos sobre el uso social del valenciano en años anteriores a 1982, ni en el territorio de predominio lingüístico castellano, aunque se sabe que ha ido disminuyendo a lo largo de todo el siglo XX como consecuencia de los procesos de sustitución lingüística y por el saldo migratorio, positivo en todas las décadas, que atrajo a muchos habitantes de Castilla-La Mancha, Andalucía y la Región de Murcia hacia la Comunidad Valenciana. Actualmente, se estima que en la región murciana de El Carche quedan unos 600 habitantes que entienden el idioma valenciano, principalmente murcianos descendientes de alicantinos.
Con respecto a los estudios existentes, el uso de las dos lenguas se mantuvo estable durante las décadas de los 80 y 90, pero en los últimos años ha aumentado ligeramente el porcentaje de castellanohablantes, así como el de bilingües y hablantes de otras lenguas, bajando significativamente el porcentaje de valencianohablantes. 

### Uso del valenciano
En la Comunidad Valenciana existen dos lenguas de amplio uso y conocimiento entre la población autóctona: el valenciano y el castellano, declaradas como idiomas oficiales según el Estatuto de Autonomía. El valenciano está considerado como lengua propia, si bien el castellano es la lengua empleada por la mayor parte de la población y los medios de comunicación, pero ambas cuentan con una amplia tradición literaria y cultural. Aunque tradicionalmente y legalmente reciban el nombre de valenciano y castellano en la Comunidad Valenciana, respectivamente. Asimismo, en la Comunidad Valenciana existen dos predominios lingüísticos oficiales territorialmente para el castellano y el valenciano, definidas por la Ley de uso y enseñanza del valenciano, basándose en la distribución lingüística del siglo XIX.
El predominio castellano se concentra básicamente en una franja interior central y occidental, y un exclave (Aspe y Monforte del Cid) en el extremo sur, comprendiendo en ella el 25 % del territorio y en la que residen el 13 % de la población. En dicho territorio se emplean unas variantes dialectales que son la churra y la murciana, si bien esta última no está consensuada por todos los lingüistas debido a las diferencias dialectales de la Vega Baja del Segura y Villena con la zona oriental de Murcia. El valenciano tiene en esta zona un grado de conocimiento limitado.

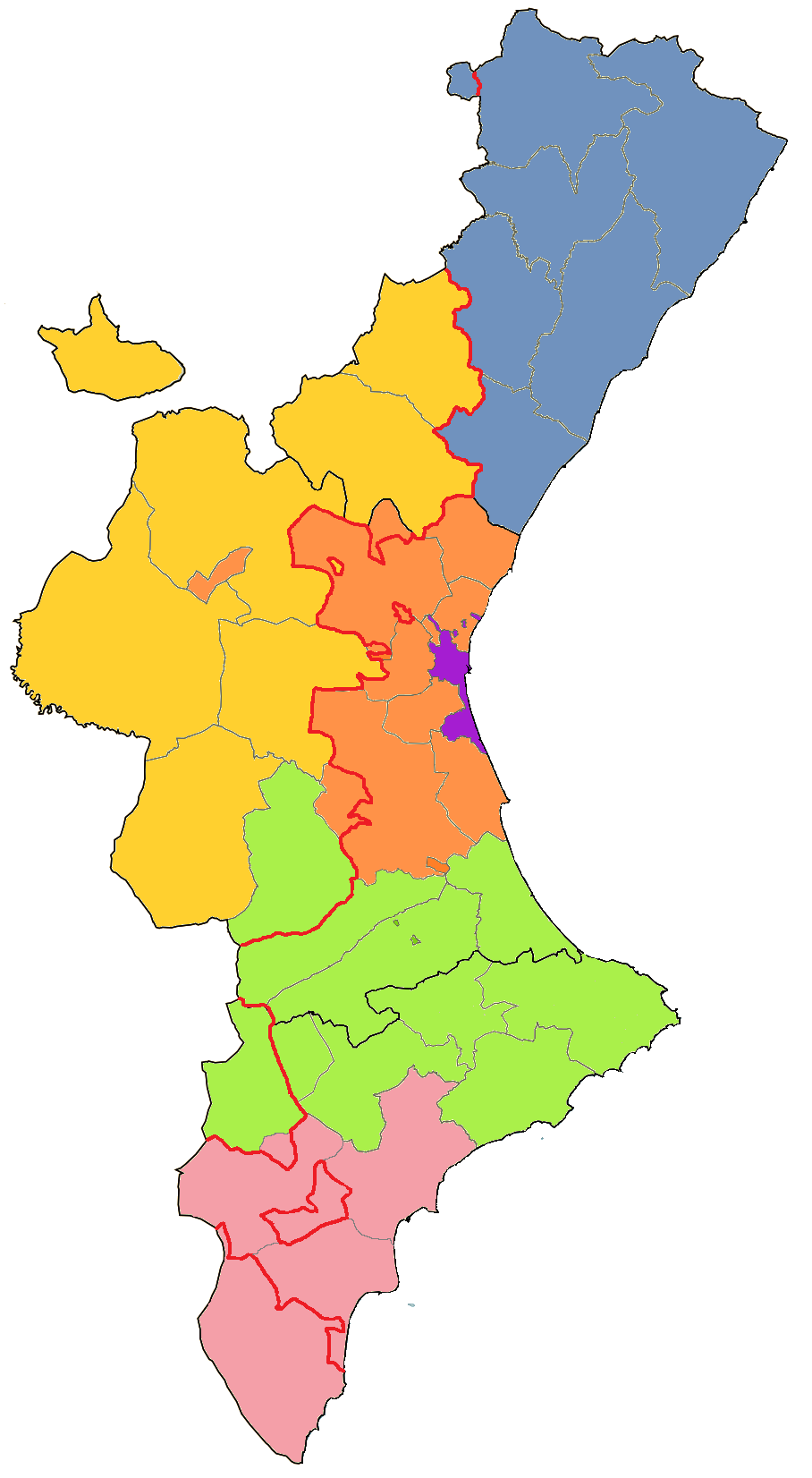
Región Castellón
Región Valencia
Área Metropolitana Valencia
Región Alcoy-Gandía
Región Alicante

La zona declarada oficialmente de predominio del valenciano se concentra en la costa y comarcas contiguas, abarca un 75 % del territorio y en ella reside el 87 % de la población. En esta área, según datos de 2021, la lengua de uso preferente en el hogar es el castellano, con el 62,6 % de la población empleando esta lengua, mientras que el 23,1 % de la población afirma utilizar preferentemente el valenciano.Por zonas, el uso del valenciano en el hogar es mayor en las ciudades medianas y pequeñas y en las áreas rurales, mientras que el uso del castellano es mayor en las grandes ciudades. El castellano que se habla en esta área es a grandes rasgos un estándar con algunos rasgos fonéticos y léxicos propios o influidos por el valenciano.
En la parte de la Comunidad Valenciana donde el valenciano es oficialmente lengua propia, existe un proceso de sustitución lingüística del valenciano por el castellano. Este se ha completado casi del todo en la ciudad de Alicante y está muy avanzado en la de Valencia, aunque aún no es importante en áreas rurales. Hasta época reciente, muchos hablantes estaban en situación próxima a la diglosia, lo que significa que usaban el valenciano solo en situaciones informales, mientras que en las situaciones institucionalizadas se usaba en exclusiva el castellano. Pero desde que se enseña en las escuelas ha aumentado mucho su conocimiento escrito, aunque en las últimas décadas ha retrocedido mucho su uso social. Además ha habido una importante inmigración desde otras partes de España, lo que ha contribuido al predominio estadístico del castellano en la comunidad.
| Conocimiento del valenciano en toda la Comunidad Valenciana |          |             |           |               |
| Predominio lingüístico                                      | Entiende | Sabe hablar | Sabe leer | Sabe escribir |
| Valenciano                                                  | 79,4 %   | 54,9 %      | 60,9 %    | 44,4 %        |
| Castellano                                                  | 54,0 %   | 24,2 %      | 35,0 %    | 19,5 %        |
| Total conjunto                                              | 75,8 %   | 50,6 %      | 57,2 %    | 40,8 %        |
| Fuente: Consejería de Educación, Cultura y Deporte (2021)   |          |             |           |               |

#### Uso en el hogar
Según un sondeo de la Generalidad Valenciana realizado en el 2021 en la zona de predominio lingüístico valenciano, el castellano es utilizado "siempre" como lengua vehicular doméstica por el 56,0 % de los encuestados, mientras que al valenciano le corresponde el 19,5 %, un 5,8 % corresponde con otras lenguas y, por último, el porcentaje restante afirma utilizar ambas lenguas oficiales en diferentes grados. No hay datos oficiales sobre usos lingüísticos en la zona de predominio lingüístico castellano, en la que reside el 13 % de la población de la Comunidad Valenciana, según censo del 2006.
| Uso del valenciano en el hogar en zonas valencianohablantes |            |            |
| Uso                                                         | Castellano | Valenciano |
| Siempre                                                     | 56,0 %     | 19,5 %     |
| Generalmente                                                | 2,2 %      | 2,0 %      |
| Más que la otra lengua                                      | 4,4 %      | 1,6 %      |
| Indistintamente                                             | 7,5 %      | 7,5 %      |
| Otros idiomas                                               | 5,8 %      | 5,8 %      |
| Fuente: Consejería de Educación, Cultura y Deporte (2021)   |            |            |

Siguiendo datos oficiales sobre el uso en el ámbito doméstico, por zonas dentro del territorio de predominio valencianohablante, el valenciano tiene un uso minoritario en el hogar en Valencia y su área metropolitana, y en Alicante y la mitad sur de la provincia de Alicante, donde predomina el castellano. En Valencia, el valenciano se utiliza siempre por el 10,3 % de la población (el 69,2 % utiliza siempre el castellano) y en Alicante, por el 7,5 % (el 70,0 % utiliza siempre el castellano).
El uso del valenciano en el hogar es más alto en la zona de la provincia de Castellón, con un 27,5 %, en la zona de la provincia de Valencia con un 35,2 %, y en la mitad norte de la provincia de Alicante donde lo utiliza siempre un 37,9 %. Por último, el 7,5 % de los encuestados afirma usar indistintamente ambas lenguas en el hogar. Estos datos revelan, por tanto, que en las grandes ciudades el uso del valenciano en el hogar es minoritario, mientras que suele ser más alto en las ciudades medianas y pequeñas y en las zonas rurales del área, dentro de la zona valencianohablante.
| Uso lingüístico en el hogar en las zonas valencianohablantes (2021)  |            |            |                |        |
| Zona                                                                 | Castellano | Valenciano | Uso indistinto | Otros  |
| Región Alicante                                                      | 76,1 %     | 9,4 %      | 5,5 %          | 7,7 %  |
| Región Alcoy-Gandía                                                  | 34,5 %     | 43,3 %     | 10,6 %         | 10,7 % |
| Área metropolitana de Valencia                                       | 76,7 %     | 12,5 %     | 6,4 %          | 3,5 %  |
| Región Valencia                                                      | 46,1 %     | 41,3 %     | 8,4 %          | 3,3 %  |
| Región Castellón                                                     | 49,6 %     | 33,0 %     | 9,5 %          | 6,9 %  |
| Total                                                                | 62,6 %     | 23,1 %     | 7,5 %          | 5,8 %  |
| Fuente: Encuesta de 2021, Consejería de Educación, Cultura y Deporte |            |            |                |        |

## Normalización
Entre los siglos XV y XVIII se realizan las primeras compilaciones y vocabularios del valenciano, entre ellos el Liber Elegantiarum de Joan Esteve editado en Venecia o el Diccionario Castellano-Valenciano de Gregorio Mayans y Siscar (1699-1781), el Diccionario Castellano-Valenciano de Anselm Dempere (1727-1799), el Breve Diccionario Valenciano-Castellano de 1739 y el "Diccionario Valenciano-Castellano" de 1764, ambos de Carlos Ros.
Durante el siglo XIX se publica Ensayo de un Diccionario Valenciano-Castellano, de Lluís Lamarca Morata (1828), que se inspira en la ortografía del castellano. En 1867 Josep Escrig Martínez publica su Diccionario Valenciano-Castellano, también muy castellanizado, si bien en sucesivas ediciones, las aportaciones de Constantí Llombart lo modificaron sustancialmente, al que sigue el Novísimo Diccionario General Valenciano-Castellano, de 1891, obra de Joaquim Martí Gadea, que sigue los pasos del de Escrig-Llombart.
En el año 1915 publicó Lluís Fullana Mira una Gramàtica elemental de la llengua valenciana, en la cual, como miembro de la Academia de la Lengua Catalana, adoptó una posición convergente e intermedia de las normas ortográficas del Instituto de Estudios Catalanes con soluciones ortográficas dialectales. Esta postura fue evolucionando con diferentes matices, pero en 1931 firmó las Normas de Castellón, adaptando su gramática a las mismas un año después. En 1930, finalmente, Antoni Maria Alcover empieza a publicar su enciclopédico Diccionari català-valencià-balear. Todas estas obras no conseguirían una mínima normalización lingüística, que no llegaría hasta las Normas de Castellón de 1932.
Durante la Transición Española, se produjo la conocida como Batalla de Valencia, disputa identitaria sobre la simbología de la Comunidad Valenciana, donde también se discutió la identidad de la lengua. Aparece entonces la Real Academia de Cultura Valenciana (con el nombre de Academia de Cultura Valenciana) que propugnó una ortografía para el valenciano diferente del catalán llamada Normes del Puig, de escaso uso. Desde la aprobación del Estatuto de Autonomía de la Comunidad Valenciana de 1982, se ha dado amparo oficial a las Normas de Castellón.[cita requerida]
El certificado de conocimientos de valenciano expedidos por la Junta Calificadora de Conocimientos de Valenciano de la Generalidad Valenciana (JQCV) es convalidable en Cataluña y en las Islas Baleares, cosa que no sucedía al contrario, incluso después de que el Tribunal Supremo de España fallara el 1 de febrero de 2006 una sentencia (recurso de casación número 8075/1999) en la que se obligaba a la Comunidad Valenciana a convalidar y reconocer los certificados de conocimiento del catalán expedidos por la Generalidad de Cataluña (Junta Permanent de Català) y el Gobierno Balear (Junta Avaluadora de la Llengua Catalana), equiparados con los de la JQCV, aunque la Generalidad Valenciana se resistía a acatar la sentencia. Sin embargo, el Gobierno que ocupó el  Consejo durante la novena legislatura cambió esta situación en 2017, permitiendo que los certificados de los distintos territorios del dominio lingüístico fueran homologables por defecto sin necesidad de solicitudes ni trámites previos, tal y como se llevó a cabo hasta 1995.

### Oficialidad
Por otra parte, con la llegada de la Segunda República española en 1931, se desarrollaron varios proyectos de Estatuto de Autonomía a iniciativa de distintas entidades, aunque por diferentes motivos nunca se tramitaron oficialmente. El primer proyecto, presentado en 1931 por el Partido Radical Blasquista con el nombre de "Anteproyecto de Estatuto de Autonomía de la Región Valenciana" recogía en su Título II, Artículo 2:

Art. 2. Serán oficiales de la Región Valenciana las lenguas valenciana y castellana, pudiendo usarse por tanto indistintamente.

Tras esta iniciativa, en 1936 la organización sindical CNT presentó unas "Bases para el Estatuto de Autonomía del País Valenciano" que en su Base 1.ª (Disposiciones generales), apartado B, proponía:

B/ El idioma valenciano será, con el castellano, lengua oficial del País Valenciano, debiendo redactarse las disposiciones oficiales en ambos idiomas y emplearse con el mismo carácter oficial, el castellano para las relaciones con el Estado español, sus autoridades y otras regiones autónomas.

Los dos últimos proyectos, de 1937, son el "Anteproyecto de Estatuto de Autonomía de la Región Valenciana" desarrollado por Esquerra Valenciana y el "Proyecto de Estatuto de Autonomía para el País Valenciano" de la Unión Republicana Nacional. 

Artc. 3. La lengua valenciana será la lengua oficial de la Región Valenciana; esta oficialidad, no obstante, será compartida con la castellana (...) las disposiciones oficiales de carácter general, emanadas de los poderes autónomos, serán redactadas en ambas lenguas. En las relaciones con el Estado Español el idioma oficial será el castellano. [Anteproyecto de Estatuto de Autonomía de la Región Valenciana; Título I, art.3]
Art. 6º.- El idioma valenciano será lengua oficial, al igual que el castellano, en los organismos de carácter regional. [Proyecto de Estatuto de Autonomía para el País Valenciano; Título II, art.6]

Ya en la Transición mediante el Real Decreto de 1979 se regula la implantación en el sistema educativo:

Real Decreto 2003/1979, de 3 de agosto, por el que se regula la incorporación de la Lengua Valenciana al sistema de enseñanza del País Valenciano.

### Regulación
La Academia Valenciana de la Lengua (AVL) es una institución de la Generalidad Valenciana que tiene por objeto el determinar y elaborar la normativa lingüística del valenciano, a partir de las denominadas Normas de Castellón, y para ello cuenta con una serie de académicos, los cuales se ocupan de la gramática, la lexicografía, la onomástica, el fomento del uso de la lengua, la documentación lingüística y literaria, el asesoramiento lingüístico y las publicaciones. Las competencias de la AVL quedan recogidas en Ley 7/1998 de la Generalidad Valenciana, y se amplían en el Decreto 158/2002, de 17 de septiembre, por el que se aprueba el Reglamento de la AVL, concretamente en su artículo número 2:

«Artículo 2. Serán competencias de la AVL:

a) Determinar la normativa oficial del valenciano en todos sus aspectos.

b) Fijar, a solicitud de la Generalidad las formas lingüísticamente correctas de la toponimia y
la onomástica oficial de la Comunidad Valenciana, para su aprobación oficial.

c) Emitir y difundir informes o dictámenes y realizar los estudios sobre la normativa y la onomástica oficial valenciana, ya sea a iniciativa propia o a requerimiento de las Instituciones Públicas de la Comunidad Valenciana.

d) Estudiar el patrimonio literario y documental valenciano.

e) Velar por el uso normal del valenciano y defender su denominación y entidad.

f) Informar sobre la adecuación a la normativa lingüística de la AVL de los textos producidos por las Instituciones Públicas o que requieran la aprobación oficial, así como de la producción audiovisual de la Comunidad Valenciana.

g) Elaborar y elevar al Consejo de la Generalidad y a las Cortes Valencianas una Memoria Anual en la cual, además de exponer sus actividades durante el ejercicio, se recojan las observaciones y consejos pertinentes para el uso normal del valenciano en cualquiera de sus manifestaciones.

h) Las otras que, dentro del ámbito de sus competencias, le encarguen el Presidente de la Generalidad, las Cortes Valencianas o el Gobierno Valenciano.»

La normativa oficial que ha establecido para el valenciano queda recogida en los siguientes textos:
- El Diccionari ortogràfic i de pronunciació del valencià (2006),[89] una obra que incorpora un extenso léxico de más de 75 000 palabras con información relativa a su variación morfológica, especificando la pronunciación en aquellos casos en los que la ortografía no es transparente.
- La Gramàtica normativa valenciana (2006),[90] la cual se estructura en cuatro grandes bloques dedicados a la ortografía, la sintaxis y la formación de las palabras. La obra tiene un carácter normativo y descriptivo, en la medida que trata de orientar sobre las formas más recomendadas en los registros formales y en el estándar, pero integrando las propuestas normativas dentro de una descripción general de la estructura de la lengua.
- La normativa ortogràfica del valencià (2006),[91] con los criterios ortográficos del valenciano oficializados por la academia.
- L'estàndard oral del valencià (2006), el cual tiene por objetivo el fijar unas pautas ortoépicas que sirvan de orientación a los usuarios de la lengua.[92]
- Els gentilicis valencians (2006), que presenta las formas de los gentilicios correspondientes a los habitantes de todos los municipios valencianos, así como la grafía y la pronunciación del nombre de estos municipios.[93]
- La Gramàtica Valenciana Bàsica (2013),[94] la cual tiene como propósito el hacer posible que el valenciano se integre con normalidad en el día a día, dé prioridad a las formas más correctas de la tradición y evite las interferencias de otras lenguas ocasionadas por la minorización lingüística.
- El Diccionari normatiu valencià (2014),[95][96] cuyo propósito es el proporcionar una obra útil con definiciones adecuadas y actualizadas (93 349 entradas), para un conjunto variado de usuarios del valenciano, combinando la tradición lexicográfica con la terminología más moderna.

### Valenciano en la Administración
El valenciano se incorporó a la administración pública a partir del año 1979 con la creación del Consejo Preautonómico del País Valenciano, el cual redactó el Estatuto de Benicàssim en 1981, base del posterior Estatuto de Autonomía de la Comunidad Valenciana de 1982. A partir de entonces el valenciano pasó a ser lengua oficial junto con el castellano. El estatuto se publicó en ambos idiomas y un año más tarde, en 1983, se aprobaría la Ley de uso y enseñanza del valenciano, por la cual el uso del valenciano se blindaba en diferentes aspectos de la sociedad, entre ellos, la administración.Fue esta ley la que estableció que la redacción y publicación de todas las leyes y documentos emitidos por las Cortes Valencianas se haría de forma bilingüe, contando así con una versión en valenciano.  

#### Toponimia
Se establecieron también las previamente mencionadas zonas de predominio lingüístico (una zona de mayoría castellanohablante y otra valencianoparlante) por la cual los diferentes ayuntamientos recibían o no competencias para el fomento del valenciano, así como la capacidad de adaptar el topónimo del municipio a su versión en valenciano. Desde 1997, la Academia Valenciana de la Lengua es el ente competente de este asunto, debiendo redactar un informe favorable para aprobar el cambio de estos y el nombre a adoptar. De igual forma, la iniciativa de cambio sigue competencia del ayuntamiento del municipio en cuestión. 
Algunos ejemplos de municipios que modificaron su nombre son: Algar de Palancia, que adoptó la forma valenciana de su nombre en junio de 2023 pasando a llamarse Algar de Palància, Énova cambió el nombre del municipio en su versión en valenciano, pasando de ser de L'Ènova a L'Énova en 2021 y Játiva, que en 1995 adoptó la forma valenciana Xàtiva. También hay algunos casos de denominación bilingüe como Alicante/Alacant o Villajoyosa/La Vila Joiosa. 

#### Normativa
Prácticamente desde el inicio de la autonomía valenciana, los textos y leyes emitidas por la Generalidad Valenciana en valenciano han optado por utilizar la normativa valenciana de la lengua.[cita requerida] No obstante, muchos de estos textos han dado preferencia a palabras como «aquest», «desenvolupar», «esport» y «perquè» en lugar de «este», «desenrotllar», «deport» y «per a que», a la neutralización de género en los adjetivos acabados en -ista como «artista» o «especialista» en lugar de la diferenciación entre femenino y masculino «artista/artiste» y «especialista/especialiste» y en formas verbales como «atribueix» o «defineix»,  (todas formas en 3.ª persona del subjuntivo de los verbos atribuir y definir) en lugar de «atribuïx» o «definix». Todas estas formas están consideradas como válidas y correctas en todos los contextos y dialectos con la diferencia que las primeras son propias de la modalidad catalana de la lengua y las segundas son propias de la modalidad valenciana.
En septiembre de 2023 se llegó a un acuerdo entre la Academia Valenciana de la Lengua y la Generalitat Valenciana con el fin de priorizar las formas valencianas de la lengua frente a cualquier otra con el fin de «adaptar el valenciano de las instituciones al que se habla en la calle a diario».

### Normativa no oficial
Las Normas de El Puig son unas normas ortográficas alternativas a las de Castellón y que actualmente carecen de oficialidad. Fueron elaboradas en 1979 por la sección de Lengua y Literatura de la Real Academia de Cultura Valenciana para el valenciano, apostando exclusivamente por soluciones lingüísticas genuinamente valencianas, al considerar el valenciano como un idioma independiente del catalán. La Real Academia de Cultura Valenciana es una fundación pública vinculada a la Diputación Provincial de Valencia, fundada en 1915, la cual se encarga de trabajar y estudiar la cultura propia de los valencianos. Ni la Generalidad Valenciana ni ninguna otra institución pública reconocen actualmente las normas ni los dictámenes de esta academia, si bien en ciertos momentos lo han hecho, puesto que el Estatuto de Autonomía Valenciano le otorga toda la potestad normativa a la Academia Valenciana de la Lengua.

## Descripción lingüística

### Variantes dialectales (del conjunto de la lengua)
Bloque dialectal occidental
- Catalán noroccidental: Pallarés · Ribagorzano (Patués) · Leridano
- Catalán occidental de transición: Valenciano de transición o tortosino · Matarrañés
- Valenciano: Valenciano castellonense · Apitxat o valenciano central · Valenciano meridional · Valenciano alicantino · Valenciano murciano (desaparecido)

Dialectos de transición entre bloques
- Xipella: Solsonés
- Salat de Tárbena y Vall de Gallinera
- Patuet (desaparecido)

Bloque dialectal oriental
- Catalán septentrional: Capcinés · Rosellonés · Septentrional de transición
- Catalán central: Salat o salado · Barcelonés · Tarragonés
- Balear o baleárico: Mallorquín (Sollerico · Pollencino · Argentino) · Menorquín (Oriental · Occidental · Floridano, desaparecido) · Ibicenco (Oriental · Occidental · Urbano)
- Alguerés

No clasificados
- Judeocatalán (desaparecido)

Jergas / pidgins mixtos
- Catañol

### Clasificación
El valenciano es una lengua indoeuropea de la subfamilia romance, concretamente una lengua del grupo lenguas occitano-románicas, puesto que el occitano y el catalán forman un grupo filogenético. Hay cierta discusión sobre si estas lenguas junto con otras forman un grupo filogenético más amplio dentro de las lenguas romances. Por su parte, el valenciano es una variedad del catalán occidental, y está constituido a su vez por varios subdialectos:
- Valenciano de transición o tortosino.
- Valenciano castellonense.
- Valenciano apitxat o central.
- Valenciano meridional.
- Valenciano alicantino.
- Valenciano salado.
- Valenciano murciano (desaparecido).

### Características lingüísticas
Una parte importante de las características del valenciano son comunes en todas las variedades del dialecto occidental catalán.

### Sistema de escritura
El alfabeto usado para escribir la lengua valenciana, como variante del alfabeto latino, consta de las 26 letras de este alfabeto, algunas de las cuales se han modificado para los diacríticos, etc. El sistema de escritura del valenciano presenta ciertas características particulares, como la escritura de la -l- geminada: -l·l- (como en intel·ligent –inteligente–). La otra característica es la ny [ɲ] (en español es equivalente a la "ñ") que se encuentra también en afaan oromo, aragonés, ewe, gã, ganda, húngaro, indonesio, ladino, lingala, malayo, seSoto, suajili, valón, zhuang y zulú. Aparte de las letras hay signos diacríticos: el acento grave (`), el acento agudo (´) y la diéresis (¨), y algunos caracteres especiales como el guion (-) y el punto medio de la ele geminada (·).
| Grafema | Nombre del grafema en valenciano) | Nombre del grafema en castellano) | Pronunciación       | Notas |
| ------- | --------------------------------- | --------------------------------- | ------------------- | --- |
| A a     | a                                 | a                                 | [ä], [ə]            | Con las variaciones Àà                                                                                     |
| B b     | be o be alta                      | be                                | [b], [β], [p]       | |
| C c     | ce                                | ce                                | [k], [s], [g]       | |
| Ç ç     | ce trencada                       | cedilla                           | [s]                 | Letra modificada, variación de la c (no forma parte del alfabeto simple)                                   |
| D d     | de                                | de                                | [d], [ð], [t]       | |
| E e     | e                                 | e                                 | [ε], [e], [ə]       | Con las variaciones Éé Èè                                                                                  |
| F f     | efa, efe o ef                     | efe                               | [f], [v]            | |
| G g     | ge                                | ge                                | [g], [γ], [ʒ], [k]  | |
| H h     | hac                               | hache                             | muda o [h]          | |
| I i     | i                                 | i                                 | [i], [j]            | Con las variaciones Íí Ïï                                                                                  |
| J j     | jota                              | jota                              | [ʒ]                 | |
| K k     | ca                                | ca                                | [k]                 | Usada únicamente en palabras de origen extranjero                                                          |
| L l     | ela, ele o el                     | ele                               | [ɫ]                 | |
| L·L l·l | ela, ele o el geminada            | ele geminada                      | [ɫɫ]                | Letra compuesta, no forma parte del alfabeto simple. No puede estar ni al principio ni al final de palabra |
| M m     | ema, eme o em                     | eme                               | [m], [ɱ]            | |
| N n     | ena, ene o en                     | ene                               | [n], [ŋ], [ɱ]       | |
| O o     | o                                 | o                                 | [ɔ], [o], [u]       | Con las variaciones Óó Òò                                                                                  |
| P p     | pe                                | pe                                | [p], [b]            | |
| Q q     | cu                                | cu                                | [k]                 | |
| R r     | erra, erre o er                   | erre                              | [r], [ɾ]            | |
| S s     | essa, esse o es                   | ese                               | [s], [z]            | |
| T t     | te                                | te                                | [t], [d]            | |
| U u     | u                                 | u                                 | [u], [w]            | Con las variaciones Úú Üü                                                                                  |
| V v     | ve o ve baixa                     | uve                               | [b], [β] o [v], [v] | |
| W w     | ve doble o doble ve               | uve doble                         | [b]                 | Usada únicamente en palabras de origen extranjero                                                          |
| X x     | ics o xeix                        | equis                             | [ʃ], [ks], [gz]     | |
| Y y     | i grega                           | ye o i griega                     | [i], [j]            | Usada solo en el dígrafo ny, algunos apellidos (como Aymerich) o en palabras de origen extranjero          |
| Z z     | zeta                              | zeta                              | [z]                 | |

#### Fonética
- Vocalismo átono:
  - Como es propio del catalán occidental, se suele mantener el timbre de /e/ y /o/ átonas, sin neutralizarlas con /a/ y /u/ como ocurre en catalán oriental. Solamente observamos el cierre de la /o/ átona en algunos contextos, por ejemplo cuando la vocal tónica es [í], cunill (conill), cusí (cosí) y en ocasiones con /é/ y /ε/ tónicas, Jusep (Josep), puguera (poguera). Además la /e/ se suele confundir con /i/ en contacto con consonantes palatales: giner (gener), minjar (menjar). No existe la vocal neutra o central [ə], típica del catalán oriental y que neutraliza los fonemas átonos /a/ y /e/ (las palabras palleta y pelleta suenan diferentes en valenciano). Se exceptúa la e inicial, pronunciada /a/ en algunos contextos: esperar [asperar], eixam [ajˈʃam]. En algunas localidades (como Oliva o Sueca) la -a final se pronuncia como è abierta: Oliva: Olivε (ε = e abierta).

- Vocalismo tónico:

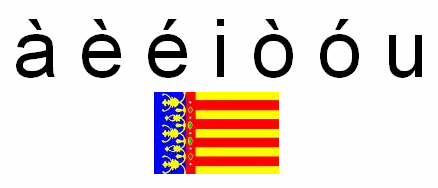
Vocales valencianas.

  - La e cerrada del latín vulgar se mantiene cerrada: cadena, alé, qué (con /e/ cerrada, mientras que en el catalán oriental es abierta en esas palabras).
  - El diptongo ui tiende a ser creciente /wí/ en las comarcas cercanas al centro del territorio: cuina -> cuína (cocina), pero en hui y huit la pronunciación creciente es mucho más general huí (hoy), huït (ocho).
- Consonantismo:
  - No existe la yodización etimológica de las Islas Baleares (agúia y abeia por agulla y abella), pero en cambio sí que es frecuente entre los jóvenes el yeísmo castellanizante que transforma la Ll en un sonido Y, justo como en castellano actual: vall -> vai, ella -> eia.
  - En la mayoría de zonas de su dominio lingüístico, exceptuando los extremos norte y sur se mantiene la r final: cantaR, parlaR.
  - La t y p de los grupos finales -nt, -lt y -mp no se enmudece en la mayor parte del territorio, como en el balear, pero la simplificación (pont > pon, molt > mol, camp > cam) es normal en la zona norte y en zonas del interior sur.
  - En algunas zonas del dominio lingüístico, el grupo -tll- del catalán del norte es -tl- (pronunciado -l·l- o simplemente -l- en el valenciano (esta característica también se da en el balear y en la zona catalana del Ebro): ametlla (almendra) -> ametla, /a(r)mel·la/; vetllar (velar) -> vetlar, /vel·lar/.
  - La d intervocálica tiende a desaparecer: mocador -> mocaor. La terminación -ada del participio femenino singular se pronuncia -à: cremada -> cremà.
  - La <v> ortográfica se realiza labiodental (como en inglés o francés) igual que en balear, pero la confusión con /b/ es habitual en las comarcas centrales (valencià apitxat) y también se puede encontrar modernamente en las septentrionales (Los Puertos de Morella y El Maestrazgo). También es común la confusión betacista entre los jóvenes y las personas expuestas a la fonética castellana.

#### Morfología
- Los artículos son el, la, els, les; excepto en la zona septentrional donde perduran lo y los. En el dialecto apitxat quedan restos de "lo" en frases como "tot lo dia".
- No se usa el artículo delante de los nombres propios de persona: Ha vingut Joan.
- Conservación de los tres grados en los demostrativos (pero con forma elidida, sin "aqu-" en los dos primeros grados) y adverbios locativos (como en castellano, aunque no es un castellanismo): este, eixe, aquell; açò, això, allò; ací, aquí, allí o allà.
- En la zona del «apitxat», en las comarcas del norte y zonas del sur, los pronombres átonos suelen conservar la forma plena ante las formas verbales que empiezan en consonante: me dutxe, te dic, se pentina. En las comarcas al sur del río Júcar se utiliza la forma reforzada, como en el catalán estándar: em, et (pronunciado "el", "et" o "es"), es (em/en diuen Vicent, et/el/es veig més prim, es fa l'hora d'anar-nos-en). Como característica común del habla no estándar del catalán noroccidental y del valenciano (la extensión del catalán occidental), del balear y alguerés, el pronombre átono de la 1.ª persona del plural es "mos": ens, -nos > mos.
- Entre los hablantes del valenciano apitxat o central la preposición a se convierte en ad (o en an en la zona septentrional) cuando va precedida de un artículo comenzado por vocal tónica (li ho he dit ad ell / li ho he dit an ell = se lo he dicho a él).
- El pronombre átono li de complemento indirecto siempre precede al de complemento directo (cuando este existe), con lo que aparecen las combinaciones li'l (li'l done = se lo doy), li la (li la done = se la doy), li'ls (li'ls done = se los doy), li les (li les done = se las doy), siempre con complementos directos determinados, ya que si este es neutro la combinación usada es li ho (açò, li ho done = eso, se lo doy.)
- La primera persona del presente de indicativo de los verbos de la 1.ª toma el morfema -e: jo cante. En las conjugaciones 2.ª y 3.ª toma el morfema cero: jo tem, jo dorm (este rasgo no se da en el Maestrazgo, donde estas formas toman el morfema -o, como en el resto del catalán occidental: jo canto, jo temo, jo dormo). En casi todo el valenciano es normal que estas formas tomen un refuerzo velar (-c, /k/): jo sent > senc, jo dorm > dorc, jo perd > perc. De esta manera, el valenciano popular distingue la primera de la tercera persona: jo dorc / ell dorm.
- El presente de subjuntivo nunca toma los morfemas en -i propios del catalán oriental: son -e, -es, -e, -em, -eu, -en para la 1.ª y -a, -es, -a, etc. para la 2.ª y la 3.ª
- El pretérito imperfecto de subjuntivo toma los morfemas con erre: -ara, -ares, etc.: jo cantara, tu cantares, etc.
- En el valenciano central y en la zona de Elche (Elx) se conserva el pretérito perfecto simple del catalán clásico: jo cantí (jo vaig cantar) = yo canté, jo fiu (jo vaig fer) = yo hice.
- Los adjetivos cuya terminación en femenino sea el sufijo -ista, en masculino existe la opción de escribirlo con el sufijo -iste, si bien la primera forma es compatible con ambos géneros: dentista/dentiste, electricista/electriciste, etc.[101]

#### Léxico
El léxico del valenciano es en buena parte coincidente con el catalán de Lérida y Tarragona. Pero diferenciándose en diversos nombres:

- corder (be, xai): cordero
- creïlla/pataca (patata): patata, papa
- eixir/sortir (sortir): salir
- hui/avui (avui): hoy
- juí, perjuí, prejuí (judici, perjudici, prejudici): juicio, perjuicio, prejuicio
- llaurador (pronunciado «llauraor»), masover (pagès): payés o labrador
- servici/servei (servei): servicio
- xàrcia/xarxa (xarxa, xàrcia): red
- roig/vermell (vermell): rojo
- paréixer/semblar (semblar): parecer
- xiquet (nen): niño o chiquillo
- xics, xicots, xicons (nois, xicots): muchachos
- lletuga/encisam (enciam): lechuga
- safanòria/carlota (pastanaga, safanòria): zanahoria
- meló d'alger/meló d'aigua (síndria): sandía
- rabosa/raposa (guineu): zorro
- llanda/llauna (llauna): lata
- vesprada (tarda): tarde
- meua, seua, teua (meva, seva, teva): mía, suya, tuya

- cementeri (cementiri): cementerio
- depòsit (dipòsit): depósito
- renyó (ronyó): riñón
- espill (mirall): espejo
- catifa (del árabe)/estoreta (estora): alfombra
- xicotet/menut (petit): pequeño
- vore (veure): ver
- aguaitar (del árabe): asomarse, vigilar; es un arcaísmo en catalán
- vidriola, lladriola (guardiola): hucha
- misto (misto, llumí): cerilla
- xarrar (xerrar): charlar
- huit/vuit (vuit): ocho
- dèsset/disset (disset): diecisiete
- díhuit/divuit (divuit): dieciocho
- dèneu/dènou/dinou (dinou): diecinueve
- tindre (tenir, tindre): tener
- desenrotllar/desenvolupar (desenvolupar): desarrollar
- iaio (avi, iaio): abuelo
- maduixa/fraula (maduixa): fresa
- fardatxo/sargantana (llangardaix): lagarto

#### Préstamos lingüísticos
La mayoría de palabras del valenciano proceden del latín, aunque existen también una fracción apreciable de préstamos históricos de otras lenguas como: las lenguas germánicas como el gótico (Ramon 'Ramón', espia 'espía', ganivet 'cuchillo'... y los topónimos acabados en -reny, como Gisclareny) y más recientemente el inglés (bar, web, revòlver...); otras lenguas románicas como el francés (Brioix, garatge, fitxa...), el italiano (piano, macarró, pantà, pilot...), el occitano (espasa 'espada', beutat, daurar, aimia, el sufijo -aire...) y el del castellano (senzill, xoriço, amo, burro...); el árabe (alcohol, sucre, alcova... y muchos topónimos como Benicàssim, Albocàsser...), también el euskera (esquerre 'izquierdo', isard 'gamuza, rebeco, sarrio', estalviar... 'ahorrar', y muchos topónimos como Aran y Benavarri...).